# Воук, Герман
Герман Воук (англ. Herman Wouk; 27 мая 1915 — 17 мая 2019) — американский писатель, драматург и сценарист, радиоведущий, лауреат Пулитцеровской премии.
Среди других его крупных работ — «Ветры войны» и «Война и память», исторические романы о Второй мировой войне, и нехудожественная литература, например, «Это мой Бог», объяснение иудаизма с точки зрения современной ортодоксальной церкви, написанное для еврейской и нееврейской аудитории. Его книги переведены на 27 языков. 
Газета Washington Post назвала Вука, который дорожил своей частной жизнью, «затворническим деканом американских исторических романистов». Историки, романисты, издатели и критики, собравшиеся в Библиотеке Конгресса в 1995 году, чтобы отметить 80-летие Вука, назвали его американским Толстым.

## Биография
Родился в Нью-Йорке в еврейской семье. Его родители Абрам Исаак Воук (1885—1942) и Эстер Шейна Левина (1890—1984) эмигрировали в Америку из Минска, заключили брак в 1911 году и через некоторое время открыли в Бронксе химчистку. Окончил Колумбийский университет, затем брал частные уроки философии и работал радиоведущим. С 1942 года служил в ВМС США, участвовал в боевых действиях на Тихоокеанском театре военных действий Второй мировой войны. Первый роман опубликовал в 1947 году. С середины 1920-х годов стал придерживаться исполнения в повседневной жизни всех предписаний иудаизма.
В 1930-е годы работал радиосценаристом на «Joke Factory» Дэвида Фридмана, затем на протяжении пяти лет с Фредом Алленом, и с 1941 года на государственном радио.
В 1964—1983 годах Воук жил в Джорджтауне и был прихожанином местной синагоги, Конгрегация Кешер Исраэль (англ. Kesher Israel Congregation). В своем джорджтаунском доме писатель готовил материалы и писал, в частности, романы The Winds of War (1971) и War and Remembrance (1978).
Наиболее известные романы: The Caine Mutiny (1951, о жизни на боевом корабле времён Второй мировой; получил за него Пулитцеровскую премию), The Winds of War и War and Remembrance (1971 и 1978 соответственно; двухтомный монументальный роман, показывающий предысторию войны и её развитие на всех фронтах мира; затрагивается также тема Холокоста).

## Семья
- Отец — Авраам Исаак Воук.
- Мать — Эстер Левин.
  - Младший брат — Виктор Воук (1919—2005), американский учёный и инженер.
- Супруга — Бетти Сара Браун (1920—2011), от этого брака было трое детей.
  - Старший сын — Авраам Воук (1946—1951).
  - Средний сын — Джозеф Воук.
  - Младший сын — Натаниэль Воук.

## Экранизации
- Бунт на «Кейне»
- Военный трибунал по делу о мятеже на «Кейне» (1988)
- Военный трибунал по делу о мятеже на «Кейне» (2023)